# Jekaterina Bobrova
Jekaterina Aleksandrovna Bobrova (Russisch: Екатерина Александровна Боброва) (Moskou, 28 maart 1990) is een Russisch voormalig kunstschaatsster die actief was in de discipline ijsdansen. Met haar schaatspartner Dmitri Solovjov won Bobrova tijdens de Olympische Spelen in Sotsji goud bij de landenwedstrijd. Bobrova en Solovjov werden in 2013 Europees kampioen bij het ijsdansen.

## Biografie

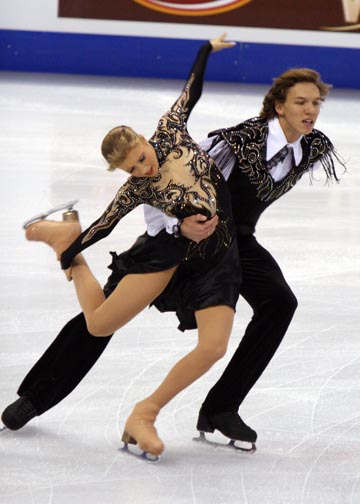
Bobrova en Dmitri Solovjov (2008)

Bobrova begon in 1994 met kunstschaatsen. Ze werd in 2000 gekoppeld aan Dmitri Solovjov en richtte zich op het ijsdansen. Bobrova en Solovjov werden in 2007 wereldkampioen bij de junioren. In het seizoen erna (2007/08) maakten ze de overstap naar de senioren.
Ze veranderden in 2012 van coach; Aleksandr Zjoelin en Oleg Volkov zouden hen voortaan begeleiden. Tussen 2011 en 2018 werden Bobrova en Solovjov zeven keer Russisch kampioen. Ze veroverden zes EK-medailles: brons in 2016 en 2017, zilver in 2011, 2012 en 2018 en goud in 2013. In 2013 wonnen ze brons bij de WK. Bobrova en Solovjov namen deel aan drie edities van de Olympische Winterspelen: Vancouver 2010, Sotsji 2014 en Pyeongchang 2018. Ze eindigden als 15e in 2010, als 5e in 2014 en eveneens als 5e in 2018 bij het ijsdansen. In 2014 wonnen ze ook goud bij de landenwedstrijd. Vier jaar later wonnen ze met het team - als 'olympische deelnemers uit Rusland' - de zilveren medaille.
In 2016 werd Bobrova enige tijd geschorst wegens het gebruik van het verboden middel meldonium. Het ijsdanspaar kon door de schorsing niet deelnemen aan de WK van 2016. In april 2016 werd de schorsing door het ISU opgeheven. Na de Olympische Spelen in 2018 besloot het paar een pauze van het kunstschaatsen te nemen; in juli 2019 maakte Bobrova bekend definitief te zijn gestopt.
Bobrova huwde op 16 juli 2016 met paarrijder Andrej Depoetat. Het stel kreeg in 2019 een zoon.

## Belangrijke resultaten
2000-2018 met Dmitri Solovjov
| Kampioenschap            | 05/06 | 06/07 | 07/08         | 08/09         | 09/10         | 10/11         | 11/12         | 12/13         | 13/14         |               | 15/16         | 16/17         | 17/18         |
| ------------------------ | ----- | ----- | ------------- | ------------- | ------------- | ------------- | ------------- | ------------- | ------------- | ------------- | ------------- | ------------- | ------------- |
| Olympische Spelen        |       |       |               |               | 15e           |               |               |               | 5e · (team)   |               |               |               | 5e · (team)   |
| Wereldkampioenschap      |       |       | 13e           |               | 8e            | 6e            | 7e            | Brons         | t.z.t.        |               | t.z.t.        | 5e            | t.z.t.        |
| Europees kampioenschap   |       |       |               |               | 9e            | Zilver        | Zilver        | Goud          |               |               | Brons         | Brons         | Zilver        |
| Grand Prix-finale        |       |       |               |               |               | 4e            | 6e            | 5e            | 4e            |               | 5e            | 4e            |               |
| Nationaal kampioenschap  |       |       | Brons         | 4e            | Zilver        | Goud          | Goud          | Goud          | Goud          |               | Goud          | Goud          | Goud          |
| WK junioren              |       | Goud  | geen deelname | geen deelname | geen deelname | geen deelname | geen deelname | geen deelname | geen deelname | geen deelname | geen deelname | geen deelname | geen deelname |
| Junior Grand Prix-finale | 7e    | Brons | geen deelname | geen deelname | geen deelname | geen deelname | geen deelname | geen deelname | geen deelname | geen deelname | geen deelname | geen deelname | geen deelname |
| NK junioren              | 8e    | Goud  | geen deelname | geen deelname | geen deelname | geen deelname | geen deelname | geen deelname | geen deelname | geen deelname | geen deelname | geen deelname | geen deelname |

t.z.t. = trokken zich terug
2014: Pljoesjtsjenko, Lipnitskaja, Volosozjar/Trankov, Stolbova/Klimov, Bobrova/Solovjov, Ilinych/Katsalapov ·
2018: Chan, Osmond, Daleman, Duhamel/Radford, Virtue/Moir ·
2022: Chen, Zhou, Chen, Knierim/Frazier, Hubbell/Donohue, Chock/Bates